# بروکفیلد غربی (ماساچوست)
بروکفیلد غربی، ماساچوست
بروکفیلد غربی(به انگلیسی: West Brookfield) شهرکی در شهرستان ورچستر ایالت ماساچوست می‌باشد که در سال ۱۸۴۸ بنیان‌گذاری شده‌است. این شهرک در سرشماری سال ۲۰۱۰ میلادی، ۳٬۷۰۱ نفر جمعیت داشته‌است.